# Thuế thập phân

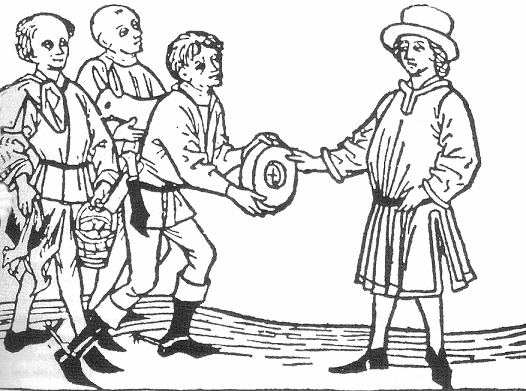
ông dân nộp tiền thập phân cho địa chủ

Tiền thập phân hay thuế thập phân là một khoản thuế khoảng mười phần trăm dưới dạng tiền hoặc hàng hóa cho một tổ chức tâm linh (ví dụ: bộ phận cai quản nhà thờ chính tòa, nhà thờ giáo xứ) hoặc một tổ chức thế tục (vua, địa chủ).
Một loại thuế như vậy đã được biết đến từ thời cổ đại ở nhiều nền văn hóa khác nhau, không chỉ ở Phương Đông, và phổ biến từ thời Trung cổ đến thời kỳ cận đại.

## Thuế thập phân trong thời Trung cổ

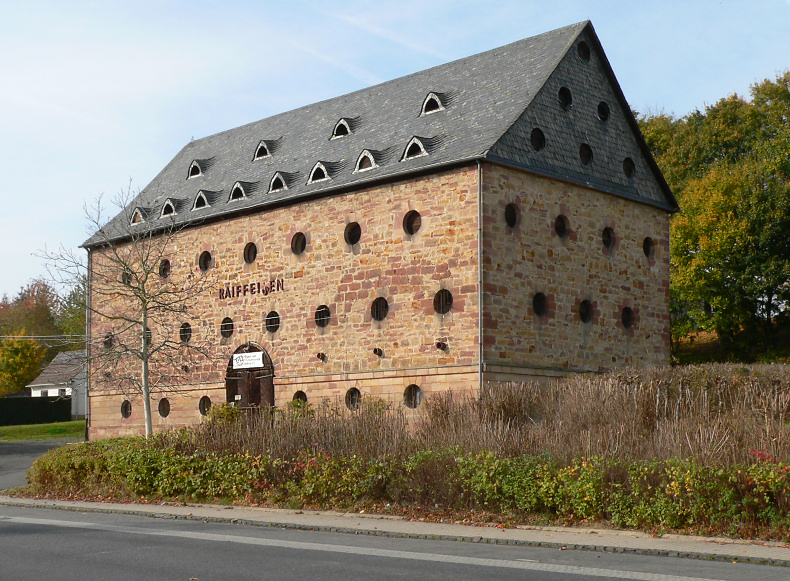
Nhà thuế thập phân trước đây ở Jesberg (Hessen)

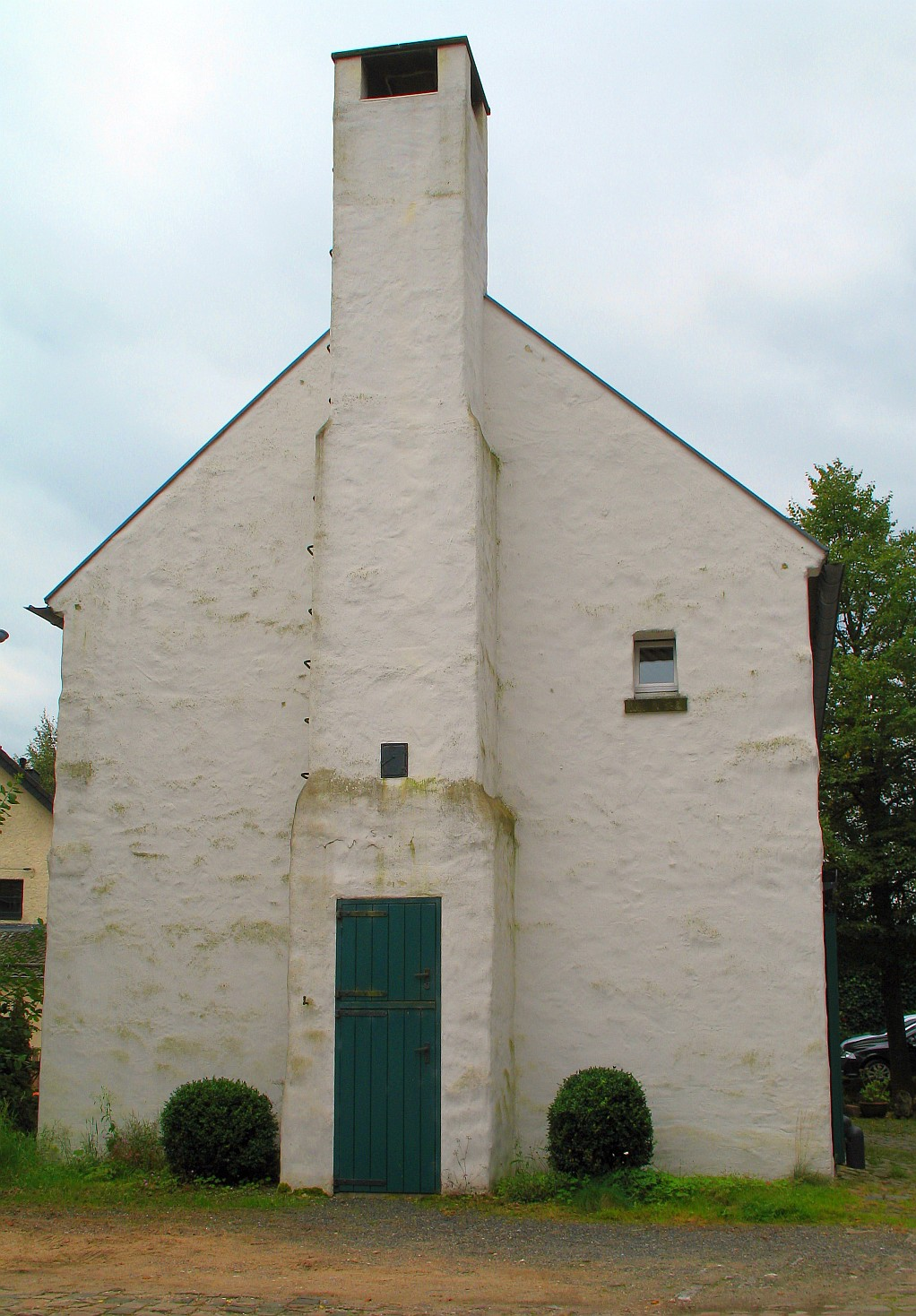
Nhà thuế thập phân trước đây ở Kronenburg, Eifel

### Tiến triển
Thuế thập phân trong thời Trung cổ là một khoản thanh toán cơ bản bằng hiện vật, ban đầu được chuyển trực tiếp cho mục sư, nhưng phần lớn đã tách khỏi tổ chức giáo xứ kể từ khoảng năm 1000. Khi dân chúng trở nên ít ở một chỗ trong một khoảng thời gian dài, thuế thập phân đã được thay đổi từ năng lực cá nhân thành một khoản phí cố định cho một miếng đất. Điều này cũng cung cấp một lý do cho thuế bất động sản và thuế tài sản sau này.
Những người nhận tiền thập phân thường giao quyền thu tiền thập phân đánh đổi lấy thu nhập ổn định. Những người thuê quyền này là những thương gia và không nhất thiết phải gần gũi nhà thờ, vì vậy nhà thờ ngày càng ít nhận được hơn. Tiền thu nhập thường xa rời với mục đích ban đầu của nó ngay cả khi được quản lý bởi các giáo sĩ. Vào thời kỳ Cải cách, 93 phần trăm tiền thu nhập không trực thuộc giáo xứ. Kết quả là sự thất vọng của dân chúng đưa đến sự sinh sôi nảy nở các cuộc nổi dậy của nông dân và cuộc Cải cách vào thế kỷ 16. Cả giáo sĩ giáo phận và thầy tu nhà dòng, trừ khi được công nhận là miễn trừ, cũng có nghĩa vụ phải nộp tiền thập phân và đặc biệt nổi giận bởi việc lặp đi lặp lại đóng tiền thập phân cho giáo hoàng.

### Các hình thức nộp thuế
Bộ sưu tập luật Nhà thờ Decretum Gratiani phác họa một mô hình đóng tiền thập phân. Trên thực tế pháp lý, nó có thể được chia thành một số lượng lớn các khoản thuế. Tiền thập phân hầu hết được ghi lại trong các nguồn dưới dạng một khoản phí cố định không phụ thuộc vào số lượng thu hoạch. Tùy thuộc vào khu vực và chất lượng đất, nó chiếm từ 30% đến khoảng 10% sản lượng thu hoạch.
Ở châu Âu, những nhà kho lớn đặc biệt được xây dựng trong các ngôi làng để cất giữ, nhà kho thuế thập phân (ở khu vực nói tiếng Alemanni "Zehntscheuern"), thường là những tòa nhà lớn nhất trong làng sau nhà thờ. Mục sư hoặc người thu thuế thập phân của chính ông ấy thu nhận chúng, mà thường được chính những người đóng thuế giao đến một điểm thu thập chẳng hạn như trang trại giáo xứ hoặc trang trại thuế thập phân. Những địa điểm hoặc trang trại phải nộp thuế thập phân cũng được gọi là tài sản thuế thập phân. Sở hữu thuế thập phân thường có được bằng cách mua, tài trợ hoặc quà tặng. Một tu viện đơn lẻ, thí dụ như Ebstorf ở Lüneburg Heide, có thể có hơn 60 ngôi làng thuộc quyền sở hữu thuế thập phân. Vào thời Trung cổ, thuế thập phân bắt nguồn từ Cựu Ước đã được mở rộng. Người ta phân biệt giữa thuế thập phân lớn và nhỏ:
- Thuế thập phân lớn được trả bằng ngũ cốc và chủ yếu là gia súc lớn, tương tự như trong Kinh thánh.
- Thuế thập phân nhỏ cũng được trả cho các loại cây trồng khác ngoài thuế thập phân trái cây (thảo mộc để nấu ăn, trái cây, rau) và gia súc nhỏ. Những gì phải chịu thuế thập phân nhỏ khác nhau tùy theo nơi.

## Hủy bỏ thuế Thập phân

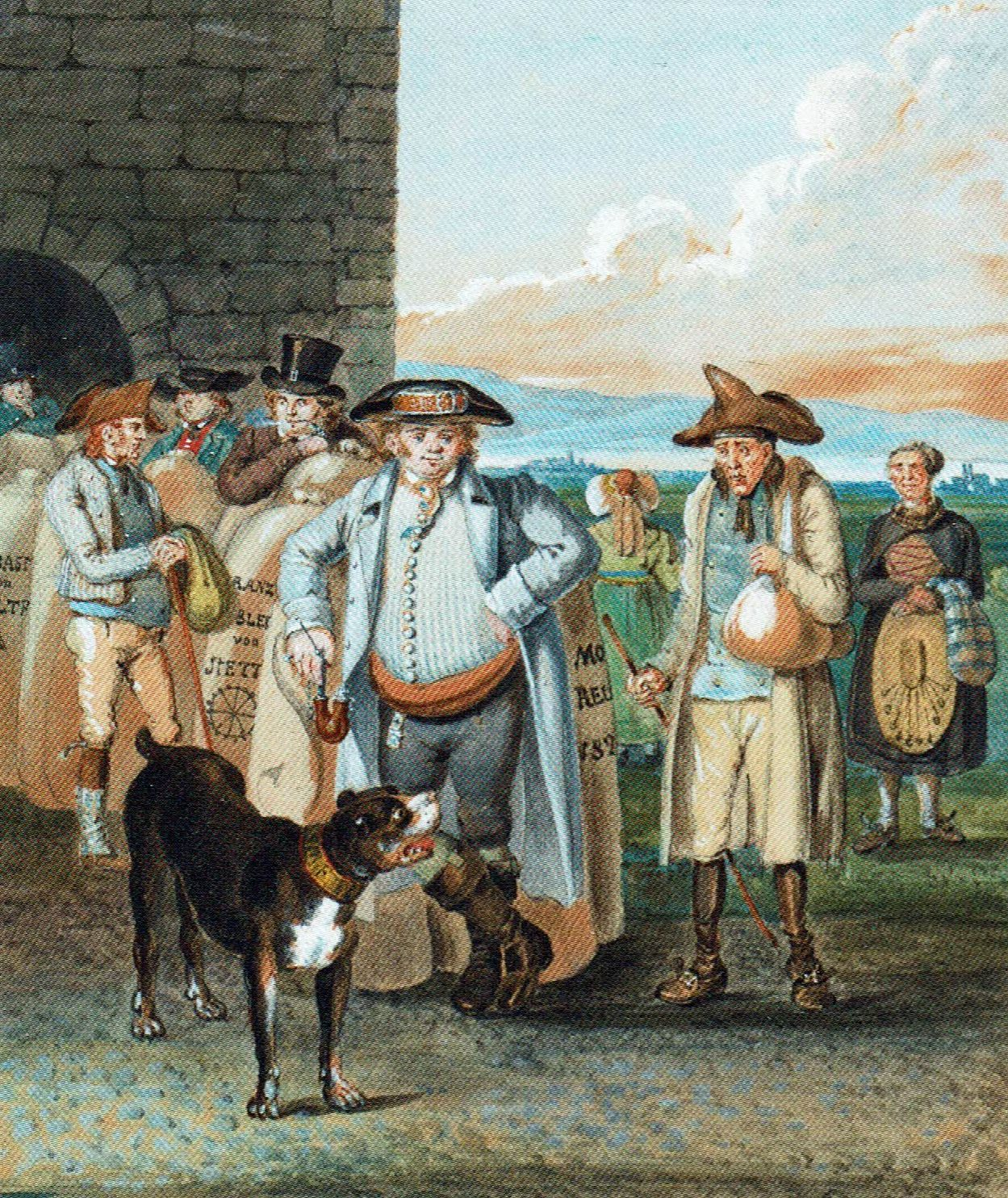
Nông dân nộp thuế Thập phân, Württemberg 1820/25

Sau Cải cách, thuế Thập phân được quốc hữu hóa ở các khu vực theo đạo Tin lành của Thụy Sĩ, với việc nhà nước chịu trách nhiệm tài chính cho các nhà thờ. Điều tương tự cũng áp dụng cho các quốc gia Bắc Âu dưới triều đại của Christian III. ở Đan Mạch và Na Uy.
Ở Thụy Sĩ, thuế Thập phân bị bãi bỏ từ năm 1798 kết quả của cuộc xâm lược của Pháp dưới thời Napoléon Bonaparte và Cộng hòa Helvetic do ông thành lập. Để bù đắp cho việc bãi bỏ thuế phong kiến và gánh nặng đặc biệt của chiến tranh, luật thuế tập trung duy nhất ở Thụy Sĩ cho đến nay đã được đưa ra. Điều này nhằm mục đích tài trợ cho ngân khố nhà nước bị người Pháp cướp bóc, chi phí chiếm đóng của Pháp và thuế chiến tranh, cũng như bộ máy nhà nước, vốn lớn bất thường đối với Thụy Sĩ. Số tiền trả cho Pháp phần lớn được sử dụng để tài trợ cho chiến dịch Pháp ở Ai Cập và Syria. Những khó khăn tài chính ngày càng tăng của nước này đưa tới việc lại phải đống thuế Thập phân từ năm 1802, ở một số vùng thậm chí còn sớm hơn.
Ở Đức cũng vậy, vào thế kỷ 19 vẫn phải tiếp tục đóng thuế Thập phân. Trong nhiều trường hợp, việc bãi bỏ thuế Thập phân được thực hiện bằng một số tiền thay thế, điều này thường dẫn đến những khoản nợ lớn và kéo dài cho nông dân, chẳng hạn như việc thay thể thuế Thập phân ở Baden. Để cung cấp số tiền cần thiết, các ngân hàng tiết kiệm đã được thành lập, chẳng hạn như Nassauische Landes-Credit-Casse (tiền thân của Nassauische Sparkasse) để thay thể thuế Thập phân ở Nassau.